# هیلده وایسنر
هیلده وایسنر (آلمانی: Hilde Weissner; ۳ ژوئیهٔ ۱۹۰۹ – ۳۰ مهٔ ۱۹۸۷) هنرپیشه اهل آلمان بود.
از فیلم‌ها یا برنامه‌های تلویزیونی که وی در آن نقش داشته‌است می‌توان به روتشیلدها اشاره کرد.
وی همچنین برندهٔ جوایزی همچون جایزه فیلم آلمان شده‌است.